# Anja Daelemans
Anja Daelemans (* 1967 in Willebroek, Flandern) ist eine belgische Filmproduzentin.

## Leben
Anja Daelemans wurde 1967 in Belgien geboren. Sie studierte zunächst Radio und Fernsehen, verlegte sich anschließend jedoch auf die Filmproduktion. Sie gründete 1996 die Filmproduktionsgesellschaft Another Dimension of Idea, die alle Arten von Film produziert: Kurzfilme, Musikvideos, Werbevideos, Fernsehserien, Spielfilme und auch Trainingsvideos.
In ihrer seit 1996 andauernden Karriere wurde sie zwei Mal für den Oscar nominiert: bei der Oscarverleihung 2002 für den Kurzfilm Wintereinbruch und bei der Oscarverleihung 2008 für den Kurzfilm Tanghi Argentini. International erfolgreich waren die beiden Thriller Alias – Tödliche Liebe und Offscreen. Der Kurzfilm Oh  my  God?! wiederum gewann den
Golden Mèlies Award des Festivals Festival Européen du Film Fantastique de Strasbourg.

## Filmografie
- 2000: Ex.#N°1870-4 (Kurzfilm)
- 2001: Oh My God?! (Kurzfilm)
- 2001: Wintereinbruch (Fait d’hiver)  (Kurzfilm)
- 2002: Alias – Tödliche Liebe (Alias)
- 2005: Offscreen (Off Screen)
- 2006: Tanghi Argentini
- 2007: Dennis P.
- 2012: Comrade Kim Goes Flying
- 2013: Crème de la Crème (Fernsehserie)
- 2017: Spitsbroers (Fernsehserie)
- seit 2018: The Team